# Blaxsta vingård

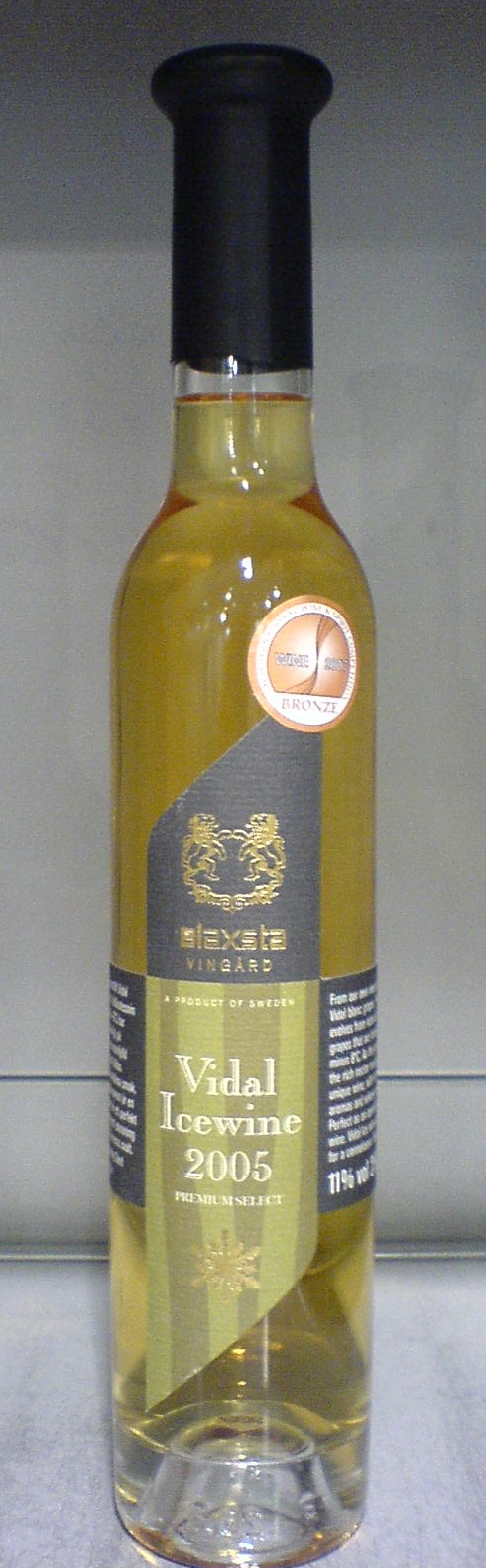
Ett vin från Blaxsta.

Blaxsta vingård är en vingård i Södermanland (Flens kommun), som drivs av Göran Amnegård. Blaxsta producerar såväl vin från lokalt odlade vindruvor som fruktvin. En uppmärksammad produkt från Blaxsta är ett isvin på druvsorten Vidal.